# Kerria yunnanensis
Kerria yunnanensis är en insektsart som beskrevs av Ou och Hong 1990. Kerria yunnanensis ingår i släktet Kerria och familjen Kerriidae. Inga underarter finns listade i Catalogue of Life.